# Adrian Knup
Adrian Knup (Liestal, 2 luglio 1968) è un ex calciatore svizzero, di ruolo attaccante.

## Carriera
Attaccante, la sua carriera si sviluppò negli anni novanta. Ha militato a lungo nella nazionale svizzera, con cui partecipò ai Mondiali del 1994.

## Statistiche

### Cronologia presenze e reti in nazionale
| Cronologia completa delle presenze e delle reti in nazionale ― Svizzera | Cronologia completa delle presenze e delle reti in nazionale ― Svizzera | Cronologia completa delle presenze e delle reti in nazionale ― Svizzera | Cronologia completa delle presenze e delle reti in nazionale ― Svizzera | Cronologia completa delle presenze e delle reti in nazionale ― Svizzera | Cronologia completa delle presenze e delle reti in nazionale ― Svizzera | Cronologia completa delle presenze e delle reti in nazionale ― Svizzera | Cronologia completa delle presenze e delle reti in nazionale ― Svizzera |
| Data                                                                    | Città                                                                   | In casa                                                                 | Risultato                                                               | Ospiti                                                                  | Competizione                                                            | Reti                                                                    | Note                                                                    |
| ----------------------------------------------------------------------- | ----------------------------------------------------------------------- | ----------------------------------------------------------------------- | ----------------------------------------------------------------------- | ----------------------------------------------------------------------- | ----------------------------------------------------------------------- | ----------------------------------------------------------------------- | ----------------------------------------------------------------------- |
| 11-10-1989                                                              | Basilea                                                                 | Svizzera                                                                | 2 – 2                                                                   | Belgio                                                                  | Qual. Mondiali 1990                                                     | 1                                                                       | 46’                                                                     |
| 15-11-1989                                                              | San Gallo                                                               | Svizzera                                                                | 2 – 1                                                                   | Lussemburgo                                                             | Qual. Mondiali 1990                                                     | -                                                                       |                                                                         |
| 13-12-1989                                                              | Santa Cruz de Tenerife                                                  | Spagna                                                                  | 2 – 1                                                                   | Svizzera                                                                | Amichevole                                                              | 1                                                                       |                                                                         |
| 31-3-1990                                                               | Basilea                                                                 | Svizzera                                                                | 0 – 1                                                                   | Italia                                                                  | Amichevole                                                              | -                                                                       |                                                                         |
| 3-4-1990                                                                | Lucerna                                                                 | Svizzera                                                                | 2 – 1                                                                   | Romania                                                                 | Amichevole                                                              | -                                                                       |                                                                         |
| 8-5-1990                                                                | Berna                                                                   | Svizzera                                                                | 1 – 1                                                                   | Argentina                                                               | Amichevole                                                              | -                                                                       |                                                                         |
| 2-6-1990                                                                | San Gallo                                                               | Svizzera                                                                | 2 – 1                                                                   | Stati Uniti                                                             | Amichevole                                                              | 1                                                                       |                                                                         |
| 21-8-1990                                                               | Vienna                                                                  | Austria                                                                 | 1 – 3                                                                   | Svizzera                                                                | Amichevole                                                              | 1                                                                       | 46’                                                                     |
| 12-9-1990                                                               | Ginevra                                                                 | Svizzera                                                                | 2 – 0                                                                   | Bulgaria                                                                | Qual. Euro 1992                                                         | -                                                                       | 50’ 64’                                                                 |
| 17-10-1990                                                              | Glasgow                                                                 | Scozia                                                                  | 2 – 1                                                                   | Svizzera                                                                | Qual. Euro 1992                                                         | 1                                                                       |                                                                         |
| 14-11-1990                                                              | Serravalle                                                              | San Marino                                                              | 0 – 4                                                                   | Svizzera                                                                | Qual. Euro 1992                                                         | 1                                                                       |                                                                         |
| 19-12-1990                                                              | Stoccarda                                                               | Germania                                                                | 4 – 0                                                                   | Svizzera                                                                | Amichevole                                                              | -                                                                       | 79’                                                                     |
| 1-2-1991                                                                | Miami                                                                   | Stati Uniti                                                             | 0 – 1                                                                   | Svizzera                                                                | Miami Cup 1991                                                          | 1                                                                       |                                                                         |
| 3-2-1991                                                                | Miami                                                                   | Colombia                                                                | 2 – 3                                                                   | Svizzera                                                                | Miami Cup 1991                                                          | -                                                                       |                                                                         |
| 12-3-1991                                                               | Balzers                                                                 | Liechtenstein                                                           | 0 – 6                                                                   | Svizzera                                                                | Amichevole                                                              | 3                                                                       |                                                                         |
| 3-4-1991                                                                | Neuchâtel                                                               | Svizzera                                                                | 0 – 0                                                                   | Romania                                                                 | Qual. Euro 1992                                                         | -                                                                       |                                                                         |
| 1-5-1991                                                                | Sofia                                                                   | Bulgaria                                                                | 2 – 3                                                                   | Svizzera                                                                | Qual. Euro 1992                                                         | 2                                                                       | 88’                                                                     |
| 5-6-1991                                                                | San Gallo                                                               | Svizzera                                                                | 7 – 0                                                                   | San Marino                                                              | Qual. Euro 1992                                                         | 2                                                                       |                                                                         |
| 11-9-1991                                                               | Berna                                                                   | Svizzera                                                                | 2 – 2                                                                   | Scozia                                                                  | Qual. Euro 1992                                                         | -                                                                       |                                                                         |
| 27-5-1992                                                               | Losanna                                                                 | Svizzera                                                                | 2 – 1                                                                   | Francia                                                                 | Amichevole                                                              | -                                                                       | 88’                                                                     |
| 16-8-1992                                                               | Tallinn                                                                 | Estonia                                                                 | 0 – 6                                                                   | Svizzera                                                                | Qual. Mondiali 1994                                                     | 2                                                                       |                                                                         |
| 9-9-1992                                                                | Berna                                                                   | Svizzera                                                                | 3 – 1                                                                   | Scozia                                                                  | Qual. Mondiali 1994                                                     | 2                                                                       | 86’                                                                     |
| 14-10-1992                                                              | Cagliari                                                                | Italia                                                                  | 2 – 2                                                                   | Svizzera                                                                | Qual. Mondiali 1994                                                     | -                                                                       | 89’                                                                     |
| 18-11-1992                                                              | Berna                                                                   | Svizzera                                                                | 3 – 0                                                                   | Malta                                                                   | Qual. Mondiali 1994                                                     | -                                                                       | 75’                                                                     |
| 17-3-1993                                                               | Tunisi                                                                  | Tunisia                                                                 | 0 – 1                                                                   | Svizzera                                                                | Amichevole                                                              | 1                                                                       |                                                                         |
| 31-3-1993                                                               | Berna                                                                   | Svizzera                                                                | 1 – 1                                                                   | Portogallo                                                              | Qual. Mondiali 1994                                                     | -                                                                       | 46’                                                                     |
| 1-5-1993                                                                | Berna                                                                   | Svizzera                                                                | 1 – 0                                                                   | Italia                                                                  | Qual. Mondiali 1994                                                     | -                                                                       | 76’                                                                     |
| 11-8-1993                                                               | Borås                                                                   | Svezia                                                                  | 1 – 2                                                                   | Svizzera                                                                | Amichevole                                                              | 1                                                                       | 86’                                                                     |
| 8-9-1993                                                                | Aberdeen                                                                | Scozia                                                                  | 1 – 1                                                                   | Svizzera                                                                | Qual. Mondiali 1994                                                     | -                                                                       |                                                                         |
| 13-10-1993                                                              | Porto                                                                   | Portogallo                                                              | 1 – 0                                                                   | Svizzera                                                                | Qual. Mondiali 1994                                                     | -                                                                       | 81’                                                                     |
| 17-11-1993                                                              | Zurigo                                                                  | Svizzera                                                                | 4 – 0                                                                   | Estonia                                                                 | Qual. Mondiali 1994                                                     | 1                                                                       |                                                                         |
| 20-4-1994                                                               | Zurigo                                                                  | Svizzera                                                                | 3 – 0                                                                   | Rep. Ceca                                                               | Amichevole                                                              | -                                                                       | 70’                                                                     |
| 11-6-1994                                                               | Montréal                                                                | Bolivia                                                                 | 0 – 0                                                                   | Svizzera                                                                | Amichevole                                                              | -                                                                       | 72’                                                                     |
| 22-6-1994                                                               | Detroit                                                                 | Romania                                                                 | 1 – 4                                                                   | Svizzera                                                                | Mondiali 1994 - 1º turno                                                | 2                                                                       |                                                                         |
| 26-6-1994                                                               | Palo Alto                                                               | Svizzera                                                                | 0 – 2                                                                   | Colombia                                                                | Mondiali 1994 - 1º turno                                                | -                                                                       | 39’ 82’                                                                 |
| 2-7-1994                                                                | Washington                                                              | Spagna                                                                  | 3 – 0                                                                   | Svizzera                                                                | Mondiali 1994 - Ottavi di finale                                        | -                                                                       |                                                                         |
| 6-9-1994                                                                | Sion                                                                    | Svizzera                                                                | 1 – 0                                                                   | Emirati Arabi Uniti                                                     | Amichevole                                                              | -                                                                       | 46’                                                                     |
| 19-6-1995                                                               | Losanna                                                                 | Svizzera                                                                | 0 – 1                                                                   | Italia                                                                  | Torneo del Centenario della Federazione Svizzera                        | -                                                                       | 60’                                                                     |
| 23-6-1995                                                               | Berna                                                                   | Svizzera                                                                | 1 – 2                                                                   | Germania                                                                | Torneo del Centenario della Federazione Svizzera                        | 1                                                                       |                                                                         |
| 16-8-1995                                                               | Reykjavík                                                               | Islanda                                                                 | 0 – 2                                                                   | Svizzera                                                                | Qual. Euro 1996                                                         | -                                                                       |                                                                         |
| 6-9-1995                                                                | Göteborg                                                                | Svezia                                                                  | 0 – 0                                                                   | Svizzera                                                                | Qual. Euro 1996                                                         | -                                                                       |                                                                         |
| 11-10-1995                                                              | Zurigo                                                                  | Svizzera                                                                | 3 – 0                                                                   | Ungheria                                                                | Qual. Euro 1996                                                         | -                                                                       | 90’                                                                     |
| 15-11-1995                                                              | Londra                                                                  | Inghilterra                                                             | 3 – 1                                                                   | Svizzera                                                                | Amichevole                                                              | 1                                                                       |                                                                         |
| 13-3-1996                                                               | Lussemburgo                                                             | Lussemburgo                                                             | 1 – 1                                                                   | Svizzera                                                                | Amichevole                                                              | -                                                                       |                                                                         |
| 27-3-1996                                                               | Vienna                                                                  | Austria                                                                 | 1 – 0                                                                   | Svizzera                                                                | Amichevole                                                              | -                                                                       |                                                                         |
| 24-4-1996                                                               | Lugano                                                                  | Svizzera                                                                | 2 – 0                                                                   | Galles                                                                  | Amichevole                                                              | -                                                                       | 76’                                                                     |
| 31-8-1996                                                               | Baku                                                                    | Azerbaigian                                                             | 1 – 0                                                                   | Svizzera                                                                | Qual. Mondiali 1998                                                     | -                                                                       | 67’                                                                     |
| 6-10-1996                                                               | Helsinki                                                                | Finlandia                                                               | 2 – 3                                                                   | Svizzera                                                                | Qual. Mondiali 1998                                                     | -                                                                       | 78’                                                                     |
| Totale                                                                  |                                                                         | Presenze                                                                | 48                                                                      |                                                                         | Reti                                                                    | 25                                                                      |                                                                         |

## Palmarès

### Club

#### Competizioni nazionali
- Coppa Svizzera: 1

Lucerna: 1991-1992
- Supercoppa di Germania: 1

Stoccarda: 1992

### Individuale
- Calciatore svizzero dell'anno: 1

1991